# 포도청
포도청(捕盜廳)은 조선 시대에 범죄자를 잡거나 다스리는 일을 맡아보던 관아로, 현대의 경찰서와 같은 치안 기구 역할을 하였다. 《대전통편》 등의 조선 시대 법전에는 포도청이 군영(軍營, 군부대) 소속의 아문(관청)으로 분류되어 있다.
초기에는 임시 관직이었으나 이후 상설기구가 되었으며, 한성부(漢城府)와 경기도(京畿道)를 좌우로 나누어 좌포도청과 우포도청을 두었다.

## 개요
성종(成宗) 즉위년(1469년)에 박중선(朴仲善)을 포도주장(捕盜主將)으로 삼아 전라도에 보낸 이후 각지에서 출몰하는 도둑들을 추포하기 위해 '포도장'을 임명하여 보낸 기록이 《성종실록》에만 29번 나타난다.
《성종실록》에서 보이는 것과 같이 이들 '포도장'들은 중앙에서 지방으로 파견되는 임시직 형식이었으며, 포도장에 대한 상설화는 성종 5년(1474년)에는 이양생(李陽生)이 포도장으로써 권력을 남용하고 있다는 탄핵을 받으면서 무산되었다가 두 달 뒤인 3월에 포도장을 재설치하였다. 이후 성종 12년(1481년)에 좌변(左邊)·우변(右邊)으로 나누어, 서울의 동부·남부·중부와 경기좌도는 좌변이 맡고, 서울의 서부·북부와 경기우도는 우변이 맡았다.
중종(中宗) 35년(1540년)에 포도청(捕盜廳)이란 단어가 처음 등장한다. 이후 포도청은 상설기관이 되어 형조(刑曹), 의금부(義禁府), 사헌부(司憲府)와 더불어 조선 시대의 주요 사법 기구 가운데 하나로 자리하게 되었다.
세도정권기 포도청은 치안기구로서의 본연의 역할보다는 권력 획득을 위한 정치적 도구로 전락하여 제 기능을 상실하였다. 그리고 고종(高宗) 31년(1894년) 갑오경장으로 근대적 치안기구인 경무청(警務廳)으로 개편되면서 포도청은 폐지되었다.
포도청에서 이루어졌던 제반 업무와 담당했던 사건 파일들은 《포도청등록》(捕盜廳謄錄)이라는 이름으로 기록, 정리되었다. 포도청이 상설기구가 되었던 중종 때부터 해당 기록들이 작성되었을 것으로 보이나, 현존하는 《포도청등록》은 주로 조선 후기의 것이다. 당대의 정치, 경제, 사회, 사상을 엿볼 수 있는 다양한 범죄 기사가 수록되어 있어서 19세기 조선 사회상을 이해하는 데 중요한 자료가 되고 있다.
한편 서울의 포도청과 마찬가지로 지방에서는 진영(鎭營)이나 수영(水營), 병영(兵營) 등에서 포도청과 같은 치안 업무를 수행하였다.

## 역사

### 창설 시기
포도청의 창설 연대는 조선왕조실록을 비롯해 조선의 주요 관찬 사서 어디에도 명확히 기재되어 있지 않은데, 다만 '《경국대전》 반포 이후' 또는 '국조(國朝) 중엽'이라는 대략적 시기만을 추론하고 있을 뿐이다. 이에 대해서 차인배는 포도청이 처음에는 임시기구로 권설되었다가 차츰 정착되어갔기에 정확한 기록을 남기지 않았거나, 애초에 특수한 정치적 목적을 위해서 조직되었기 때문에 그 조직 창설을 주도했던 '특정 정치세력'이 그 정체와 의도를 드러내지 않으려 했을 가능성이 있음을 지적하였다(뒷장 포도청의 설치 항목 참조).

### 포도관 설치 논의
조선 전기의 포도(捕盜) 즉 치안 유지 활동은 독립된 치안 기구가 전담하는 것이 아니라, 군병과 형조(刑曹) 혹은 지방관 등이 본래의 업무 외에 부수적으로 시행하고 있었다. 형조와 한성부(漢城府), 사헌부(司憲府)의 '3법사'와 순청(巡廳), 이문, 경수소(警守所) 등의 방범 제도로 시행되었고, 지방은 방백, 수령 등 그 지방의 행정관이 병행하면서, 지방관이 단독으로 도적을 단속하기 버거울 경우에 중앙군을 파견하여 진압하는 형식이었다. 또한 법적으로 '포도 논상'을 마련하여 관리가 도적을 잡을 경우 자급을 올려 주고, 일반 백성이 도적을 고발하면 포상을 주었다.
그러나 도적의 수가 흉년이면 급증하고 규모도 집단화됨에 따라 사회 혼란이 가중되는 가운데, 기존 기구의 포도 활동은 지방관이 주 업무와 별개로 부수적으로 수행하며 활동 구역이나 절차가 체계적으로 정비되지 못해 효율이 떨어졌다. 때문에 조선 조정에서는 상시적으로 존재하는 도적을 통제하기 위해서 포도관 즉 포도를 전담하는 관리 및 기구를 두자는 논의가 이루어졌다. 
문종 1년(1451년) 형조판서 허후(許詡)가 경군(京軍)을 차출하여 '포도패'(捕盜牌)를 조직해 중외의 도적들을 단속하자고 건의하였는데, 이를 의정부에서 논의한 결과 하연 등은 찬성하였으나 김종서 등은 반대하였다. 외방에 포도군졸을 파견하게 되면 무고한 사람을 잡아들이는 폐단이 생기기 때문에 기존의 형조, 한성부, 그리고 태종 때에 설치된 사법 기구인 의금부(義禁府)를 정비하여 효과적으로 활용하는 것이 낫다는 것이 반대측 의견이었다. 논의는 포도패 설치 여부에서 전담 포도관 설치 시비로 진행되었고, 근본적으로 '포도관'(捕盜官) 즉 포도(도둑 체포)를 전담하는 상설직 관원의 설치 여부에 대한 문제로 확대되었다. 
포도관 설치를 적극 주장한 것은 안숭선(安崇善)이었다. 안숭선은 《지정조격》과 《대명률》을 검토해 원(元), 명(明)에도 포도관·포도졸의 이름을 가진 관원이 있었음을 들어 포도관 설치를 주장하였고, 의금부 낭관 2, 3명에게 군사 각 10명씩 주어서 '포도관'이라고 부르자고 제안했다. 당시 의금부 당하 낭관직은 이조의 요청에 따라 임용되었는데 진무와 부진무, 그리고 지사나 도사의 경우도 정원에 상관없이 충원할 수 있었기에 의금부 낭관으로 전문 포도관을 설치할 여건은 조성되어 있었고, 의금부가 세종 때에 '왕옥'을 주업무로 하는 사법기구로 전환된 뒤에도 여전히 의금부 소속의 낭관 이하 사령(40명), 나장(100명), 백호(80명), 도부외(1,000명)가 순라를 도는 등 여전히 치안 활동을 하고 있었기에, 의금부가 부수적으로 수행하고 있던 포도 활동을 보다 적극적으로 활용하는 입장에서 '포도명관' 낭관을 증원할 것을 요청하였던 것이다. 문종은 김종서 등이 제기한 기존 치안기구인 한성부와 형조, 의금부를 독려하는 방법을 먼저 시행했다가 효과가 없으면 안숭선의 의견대로 포도관을 설치하는 것으로 결론을 보았지만, 이후 그것은 끝내 시행되지 않았다.  
예종 원년(1469년) 공조판서 양성지가 상소를 올려서 정병과 여사 가운데 무예의 재능을 시험하여 서반의 산관직에 제수하고 '여수 겸 포도관'(旅帥兼捕盜官)이라고 이름 붙여서 포도 업무를 담당하게 하자고 주장하였다. 그의 주장은 지방의 상비군을 활용하여 평시 전투에 투입되지 않는 병사를 차출, 각 지역의 치안 업무(도적 방비)를 맡기자는 것이었다. 결국 양성지의 포도관 설치 의견도 수용되지는 못했지만, 전문 포도관의 필요성이 다시 제기되었다는 점에서 의미가 있다. 

#### 포도청과 포도장
성종대에 '포도장'(捕盜將)이라는 이름의 관원이 처음 등장하였는데, 포도장이라는 관원을 근거로 포도청이 성종 때에 창설되었다고 주장하기도 하지만, 포도장과 포도청이 별개의 조직으로 단정할 수 없는 유사성이 가지고 있다 한들 동일기구로 인정하기에도 상당히 다른 조직과 활동 양상을 지니고 있었다. 우선 '포도청'이 서울에 정착된 상설기구로 수도를 중심으로 활동했던 것과 달리 포도장은 지방에 파견되는 임시적인 권관(權官)이었다는 점에서 양자를 완벽하게 동일시하기는 어렵다. 
이후 포도장은 연산군 때까지 치폐를 거듭하였다. 포도장의 지방 파견은 이후 전문적 치도 기관 설치의 토대를 마련한 것이었다.

#### 포도라는 이름에 대한 유학자 관료들의 기혐 의식
'포도'(도둑 체포)라는 이름이 붙은 직책명을 당시의 유학자 출신의 관료들은 수치스럽게 생각했다. 문종에게 포도명관 설치를 진언했던 안숭선은 '태평성대'라 불리던 삼대(三代)에도 도적이 있어서 형벌을 가했지만 그럼에도 태평성대라 불렸는데, 포도명관 즉 '포도'라는 이름을 붙인 관직을 설치하는 것도 문제가 없다는 논리로 포도명관 설치를 주장했지만, 당시 문종뿐 아니라 조선의 국왕이나 신료들은 도적에 대한 인식도, 그 도적을 잡는 ‘포도관’에 대한 인식도 부정적이었다. 
성종 17년(1486년) 무신(武臣)으로서 특진관(特進官)이 될 만한 자를 가려서 아뢰라는 왕명에 따라 포도장(捕盜將) 홍이로(洪利老)와 함께 경연관에 특진되었던 최적(崔適)·임자번(林自蕃)을 홍응, 이극배 등 문신이 "포도(장)라면 몰라도 경연에는 무엇하겠습니까"라고 했고, 광해군(光海君) 9년 11월 24일자 《비변사등록》(備邊司謄錄)에는 지방의 '포도관'이라는 명호가 아름답지 못해서 열읍(列邑)을 호령할 수 없을 정도였다고 언급하고 있다. 포도장으로 임명된 관원 자신부터가 '포도'라는 관직명을 수치스럽게 생각하고 도적을 잡는 데에 태만할 정도였다. 예종 원년(1469년) 전라도 무안 지방에 장영기라는 도적이 백여 명의 무리를 모아 도적질을 벌이며 관군이 피살되기도 하는 일이 벌어졌을 때, 조선 조정은 박중선(朴仲善)과 류수(柳洙)를 각각 전라, 경상도의 '주장'(主將)으로 임명하여 이들을 진압하기 위해 파견하였으나, 이들의 파견 목적이 분명히 '포도' 즉 도적 단속이었음에도 불구하고 조선 조정은 그들을 가리켜 '주장' 또는 '경장'(京將)이라고 에둘러 부르고 '포도명장'이라고 콕 집어서 부르지 않았다. 
차인배는 당시 '포도'(도둑 체포)라는 이름에 대해 조선 조정의 신료들이 보인 기혐성의 원인으로 첫째, 성리학적 이상 정치를 추구하던 조선 사회에서 포도관을 두는 것은 그들의 이상 세계 안에 '도적이 많다'는 사실을 자인하는 것이고 결국 이것을 근거로 훗날 이 시대를 '정치가 안정되지 못했다'고 평가할까 봐, 둘째, 조선 사회 전반에 팽배해 있던 문신 우월 의식의 표출을 들었다. 예치를 통한 도덕과 이상 정치를 추구했던 조선에서 도적의 발호는 곧 '덕치'(德治)의 실패를 의미했으며, 전문적인 치도(治盜) 기구의 상설 설치는 당대뿐 아니라 후대에까지 자신들의 실정을 드러낼 치욕적인 상징으로 인식되어 기피 대상이 되었던 것이다. 
'포도'라는 이름을 부끄럽게 여겨서 기피하는 현상이 두드러졌기에 초기 포도장은 이양생의 경우에서 보이듯 서얼 출신으로 임명되는 경우가 많았으며, 절충장군(折衝將軍, 정3품) 무관 당상 가운데 선출되어 포도부장이 포도(대)장의 명령을 따르지 않는 경우도 있었다. 중종 15년(1520년) 남곤(南袞)은 육조의 당상 출신으로 포도장을 임명해야 한다고 제의하여, 기강 진작 차원에서 이 제의가 수용되어 포도장의 지위가 향상되기도 하였지만, 여전히 포도장이 직접 여염에 피우(避寓) 잠복하여 치도 활동에 동원되는 등 포도청의 포도대장과는 차별을 보이고 있다. 
하지만 기존의 순군만호부가 사법 기구인 의금부로 개편된 이래로 포도, 금란, 순작을 전담할 기구가 일시적으로 부재한 상황에서 도적의 발호가 심해지는 판에 조선 조정은 포도명관 설치를 미룰 수가 없었다.

### 포도청의 설치
포도청이라는 명칭이 공식적으로 등장하는 것은 중종(中宗) 35년(1540년) 10월 7일, 덕양군(德陽君)의 하인들이 그를 몰래 염탐했던 강도를 잡아 포도청과 포도복병에게 고했다는 내용이다. 때문에 포도청의 창설은 중종 35년(1540년) 이전에 설치되었다고 할 수 있다. 
차인배는 중종대의 포도청의 등장 배경이 연산군 ~ 중종대 정치적 격변과 밀접하게 관련되어 있을 가능성을 지적하였다. 앞서 태종은 신권에 맞서 왕권을 강화하기 위해 군권과 함께 '사법권'을 장악하고자 했고, 고려 시대의 수도 치안기구였던 순군만호부(巡軍萬戶府)를 여러 차례의 재편과 조직 변화를 통해 오직 어명으로써만 운영되는 사법권 전담 행사 기구인 의금부로 개편한다. 그리고 종친의 범죄, 대옥(大獄), 강상죄 등 이른바 '국사범'(國事犯)에 해당하는 범죄를 의금부 소관으로 분리시키면서 왕명 직할로 두어 사법권을 장악하였으며, 사법적 처벌을 직접 관리함으로써 왕권 강화의 수단을 마련했다. 이 의금부의 등장과 함께 사법권은 병권에 잇는 국왕의 또 다른 집권 수단으로 인식되었고, '물리적 폭력'으로써의 군사적 특성과 '법 실천 및 강제집행'으로서의 사법적 특징을 동시에 수반하는 신개념으로 출현하였다.
연산군 10년(1504년)의 갑자사화를 계기로 연산군은 일부 훈구 세력을 제거하고 그들의 재산을 적몰하여 왕실 재정을 충당하였으며, 이듬해인 연산군 11년(1505년)에 의금부의 당직청을 밀위청(密威廳)으로 개칭, 이를 통해 조선 사회 전반에 걸치는 치안과 사법상의 초월적인 권한을 휘둘렀다. 밀위청은 각종 역옥(逆獄) 사건을 전적으로 전담하고 추국하여 처리하는 특수기구로 활약하며, 성종대 포도장의 업무였던 일반 범죄까지 처리하는 독보적인 기구로 활약하였으며, 이 밀위청의 활동으로 정국은 계엄 상황으로 전환되었고, 연산군의 전제 권력을 휘두르는 도구로써 밀위청은 치안과 사법에 절대적인 권한을 행사하였다. 그리고 이러한 '계엄정국'에 위기감을 느낀 훈구 세력이 정국 돌파를 꾀하며 일으킨 것이 중종반정(1506년)이다. 
중종반정 이후에 반정 세력은 밀위청을 폐지하여 성종 때의 수준으로 의금부의 사법적 권한을 환원, 축소시켰다. 한편으로 국왕에 편중된 사법 권력을 분산, 견제하기 위한 방안을 모색하였고 그것이 전문적인 치도(治盜) 기구로써의 포도청의 창설로 이어졌다고 차인배는 설명하였다. 즉 포도청의 등장은 태종 때에 왕권 강화 수단으로서 '사법권 장악'을 위해 만들어졌고 연산군에 의해 남용되었던 의금부의 정치, 사법적 권한을 축소시키는 과정과도 밀접한 관련이 있다는 것이다. 
차인배는 이러한 점에서 포도청을 조선 정치사의 담론인 '왕권과 신권의 각축' 과정에서 등장한 독특한 기구로 평가하고, 그러한 포도청의 운영 양상, 왕권과 신권의 대립이 격화되는 조선 후기 정치 상황을 포도청을 축으로 하는 '치안권' 장악의 향배를 통하여 면밀히 조명할 수 있다고 하였다.

### 임진왜란과 포도청
선조 25년(1592년) 조선을 침공한 왜군이 파죽지세로 북상, 서울로 진격해 오는 가운데 선조는 4월 30일 인정전을 빠져나와 북쪽으로 피난길에 올랐다. 6월 11일 영변으로 향했고, 곧바로 평양마저 왜군에 함락된 상태에서 선조는 의주에 이르러 명에 원병을 요청했고, 7월에 요동부총병 조승훈이 5천 군사로 평양을 공격(실패)한 데에 이어 12월에 이여송을 대장으로 하는 명의 원정군이 평양을 탈환하였고, 몇 차례의 공방을 거듭한 끝에 이듬해인 선조 26년(1593년) 4월 30일 서울을 수복하였다. 
서울이 수복되기 석 달 전인 1월에 이미 선조는 의주를 떠나 남하하고 있었지만, 왜군에 점령당했다가 막 수복되어 방어와 치안 체제가 미처 복구되지 못한 상태에서 입성하지 않은 채 떠돌았다. 한번 서울을 버리고 피난길에 오른 선조에 대해 민심은 결코 우호적이지 못했다. 이미 선조가 서울을 떠나버린 직후에 한양도성의 치안은 급격히 붕괴되어 무뢰배들이 대궐이며 왕자들이 살던 저택으로 쳐들어가 불을 지르고 보물을 약탈하였다. 수복된 뒤의 서울은 살아남은 백성은 백 명 가운데 한 명꼴에 살아남은 자도 굶주려서 얼굴 빛이 흡사 죽은 귀신마냥 생기라고는 없었으며 종묘도 사직도 대궐도 모조리 불타 사라졌고 큰 저택은 물론 일반 민가마저도 거의 훼손되어 온전히 남아난 것이 거의 없었다. 이러한 상황에서 선조가 환도에 대해 신중을 기하는 것은 일본과의 강화와 공방이 지속된 상황에서 왜군의 반격 여지가 있었던 점도 있었지만, 무엇보다 한양도성의 방비와 치안력이 충분히 보강되지 못했기 때문이었다.
한양도성의 치안 복구에 있어서 가장 시급한 것은 식량이나 땔감 등의 구호 물자, 그리고 급작스럽게 불어난 기민(飢民)들의 주거지 수급 문제였다. 서울에 진제장(賑濟場)이 세워져서 기민 구제에 나섰는데, 이를 이용하는 백성의 수가 하루에 1만여 명에 달했고 소문을 듣고 찾아오는 사람의 수가 늘어가 도성 안의 인구는 더욱 불어났다. 위로는 국왕의 대궐과 관청부터 아래로는 일반 민가까지 온전히 남아난 집이 몇 채 없는 서울에서 조관(朝官)과 사족이 민가를 무단으로 점거하거나 때로는 주인이 버젓이 있는 집을 강탈하는 경우도 벌어졌다. 또한 선조는 도성 주변의 백악산·인왕산·남산(목멱산)·낙산을 사산(四山)이라 하여 감역관(監役官)을 두어 특별히 일반인의 출입을 엄금하고 산림 채벌, 돌을 캐고 흙을 채취하는 행위, 민가를 짓는 행위 등을 금지하였는데, 전란 후 연료로 사용할 땔감이 부족한 상황에서 기민들은 부족한 땔감을 얻기 위해 성안에 있던 빈집을 헐어다 땔감으로 사용하였고, 이는 전란으로 인해 온전한 집이 몇 채 남지 않은 한양도성의 주거지 수급을 더욱 악화시키는 악순환으로 이어졌으며, 도성의 치안 재건에도 역행하는 행위로써 금지하지 않으면 안 되었다. 
이러한 상황에서 포도청은 이들 기민들의 월동 준비를 위해 앞서 도적으로부터 압수했던 물건과 의복을 진휼청에 보내 겨울나기 물품으로 지급하고 기민들이 땔감을 얻기 위해 인가를 훼철하는 행위를 순찰, 단속하였다. 또한 포도청의 인원만으로 단속이 불가능할 경우 행순감군(行巡監軍)이 그 업무를 겸임하여 인가 훼철 단속을 도왔다. 선조는 인가의 철훼범 금단을 게을리한 병조 당상과 낭청,포도대장을 추고하고 이하 포도부장과 군관을 파직하기도 하였는데 이러한 상황에서 포도대장이 사사로이 청탁을 받고 첩문을 발급해 주어 인가 훼철을 묵인하는 폐단이 생기자, 이후에는 인가 훼철 단속을 주로 한성 5부에서 담당하게 되었다. 또한 선조는 관원에게 지급할 운영곡이 한정되어 있었기 때문에 관원을 최소한만으로 배치하려 하였는데, 사산의 감역관과 5부 · 활인서(活人署) · 귀후서(歸厚署) · 사옹원(司饔院) 등의 관원은 파직하고 한성 5부에 관원 1명을 두는 것으로 대체하였으며, 사산 감역관의 업무를 포도청이 대신하게 하였다.
선조는 도성 입성 하루 전날 병조로 하여금 수성 병력의 배치 상황을 최종적으로 보고 받은 후 10월 4일에 비로소 환도하였다. 당시 한양도성과 한강변을 방비하기 위한 병력이 부족한 상태로 긴급한 곳에만 따로 훈련원 관원 및 부장, 그리고 도성 성문의 수문장을 나누어 배치하였는데, 우선 20명씩 배치하고 차후에 점차 추가하기로 하였다. 한강변도 훈련도정으로 있던 이복남이 별장으로써 한강변의 수비를 맡고 있었는데, 이미 병조의 업무를 병행하며 업무가 과중한 상태였으므로 별장을 추가로 더 선발하여 교대로 오가면서 수비하였고, 한강의 나루 가운데 남쪽 길과 통하는 광나루, 한강, 노량·양화나루 등 비교적 규모가 큰 나루터만 운영하고 그밖에 소규모 나루터는 인원이 부족해 잠재적으로 폐쇄하였다.
이와 같이 병력이 부족한 상태에서 한양도성의 치안력을 강화하는 방안으로 포도대장을 좌우 대장 외에 1명 더 증원하여, 조경(趙儆) · 양사준(梁士俊) · 변양준(邊良俊) 등 세 명이 포도대장으로써 업무를 맡았다. 왜군이 도성에서 퇴각한 이후 도성의 심각한 치안 공백을 절감해 보다 신속한 치안 회복을 위해 내려진 조치로, 도성의 진수장(鎭守將)을 선출해야 하는 상황에서 유력한 장수들이 모두 왜군을 추격하고 있었고 당장 도성의 진수 임무를 맡기 어려운 상황이었기에, 이들 세 명의 포도대장 가운데 조경에게는 임시로 도성을 진수하는 업무까지 부과하였다. 이는 조정에서 도성의 기능 회복에 가장 선행되어야 할 치안력 회복을 중요시했고, 포도대장을 증설하여 도성의 치안을 안착시킴과 동시에 수성(守城)이라는 군사적 역할까지 부여하고자 하였던 것이다. 

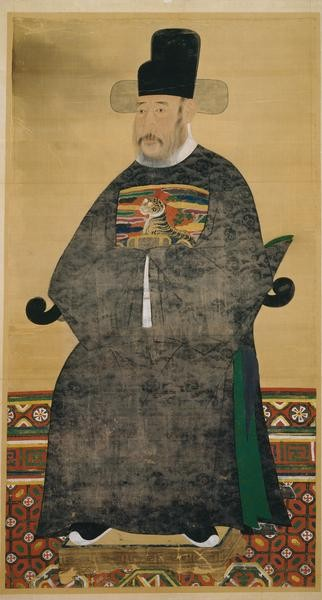
조경의 초상화.

포도청의 포졸 즉 포도복병 인원 수급에도 어려움이 따랐다. 평시에는 도성 안팎 10리까지를 경계로 포도복병 129명을 도성 안팎에 균등하게 배치하였으나, 임진왜란으로 도성이 함락되었다가 수복된 뒤에는 병력 수급의 어려움에 따른 임시조치로 인구가 많지 않은 도성 외곽은 추후 상번하는 군사로 충원 배정하기로 하고, 일단 도성 안쪽에만 우선적으로 순찰병과 복병을 배치하였다. 이마저도 원래 복병의 정원이 100명이었으나 절반은 노쇠하였고, 나머지 절반은 순번에 나오지도 않아 포도 기능을 수행하기 어려웠다. 이에 병조는 금군(禁軍) 30여 명을 추가로 선출하여 장교를 정하고, 밤낮으로 순찰·복병하는 데에 배치하였다. 기전(畿甸) 지역에 토적이 성행하여 토포사를 파견하여 단속하는데, 이를 피해 도적이 도성 안으로 달아나는 경우가 많았다. 이때 좌우 포도대장이 순복군사를 거느리고 순찰할 때 병조에서 수시로 추가 병력을 지원해야 했지만 실제로는 병조가 병력을 원활히 지원하지 못했다. 또한 선조 32년(1599년)에 도적이 명나라 군사로 변장하여 행인을 갈취한 사건이 발생하였는데, 이때 좌우 포도대장이 병조에 포도복병을 요청하였으나 병조는 15명을 보내겠다고 통보하고도 실제로는 겨우 11명만을 배정하였다. 이 가운데 사환하인(使喚下人) 다섯 명을 제외하고 나머지 여섯 명으로 각 패의 군관들이 한 명씩을 거느리고 순복(巡伏)을 할 수밖에 없었다. 그런데 그나마 이 여섯 명 가운데 다섯 명을 병조가 다시 소환해 버려서 결국 한 명만 남게 되었고, 제대로 포도복병을 세우지 못했다. 
선조 36년(1603년) 왕자들의 횡점(橫占)에 원망을 품은 백성들이 기와조각을 동소(東所)에 던지는 사건이 벌어졌다(투석의 변). 이를 단속하기 위한 상·하 순청의 병력이 부족해 병조에 요청하여 군병 10여 명을 분속받았다. 이때 선조는 각별히 야간 순찰의 중요성을 강조하면서 포도청과 순청의 군사를 충분히 배정하도록 명하고 체포와 순라를 엄하게 하도록 명하였다. 또한 평소에 포도부장이 도적을 추적하는 경우 병조에서 군사를 내어 치보(馳報)하게 하는 것이 절차였으나 병력이 부족한 상황에서는 그런 절차와 수속를 모두 밟을 수 없었다. 따라서 번을 서는 선전관·부장·수문장과 훈련원 관원이 날마다 대궐 밖의 청사(廳舍)에 모여 대기하고 있다가 급한 일이 생기면 평시의 해수(害獸) 단속, 즉 호랑이를 잡을 때의 절차에 맞춰 일제히 달려가 도적을 잡아 처벌하는 식이었다.
이렇듯 임진왜란이라는 전란기에 포도청은 기초적인 포도 업무뿐 아니라 다양한 사회범죄와 기타 치안활동을 하는 기구로 그 역량이 확대되었다고 할 수 있다.

#### 훈련도감의 설치와 포도대장
임진왜란기 선조가 포수(砲手) 양성과 훈련을 통하여 기초를 마련, 설치한 훈련도감(訓鍊都監)은 기존 조선의 군사체제였던 5위 체제의 복안으로 중국의 절강병법(浙江兵法)을 전수하기 위해 신설된 중앙군이었다. 훈련도감은 중앙군으로 도성의 수비가 주된 임무였으나 5군영이 성립되어 수도 방위를 전담하기 전까지 치안업무인 포도 · 순작활동을 겸하기도 하였는데, 임진왜란 와중이던 선조 27년(1594년) 포도군사의 수가 모자라 순작을 제대로 시행하지 못하는 상황에서 훈련도감의 포수와 살수(殺手)를 1초(哨)로 하고 5영(營, 전·후·좌·우·중)으로 나누어, 상시 훈련을 시키고 유사시에 한곳에 모여 치안 업무에 관련된 명령을 받게 하였다.
특히 훈련도감의 포수 교관 출신이자 포도대장을 겸했던 조경이 공훈을 인정받아 자헌대부(資憲大夫) 품계를 받는 등 훈련대장 출신이 포도대장직을 역임하는 사례가 나타나는데, 이는 훈련도감과 포도청의 인맥이 긴밀히 연관되었음을 보여준다.

### 포도청의 치안 유지 활동과 권력 창출 수단으로써의 부각
광해군 집권 초까지도 임진왜란의 후유증은 사라지지 않았고, 포도청 정원을 충원하지 못하였다. 광해군 3년(1611년) 도성 내 여러 곳에서 무뢰배들이 밤에 불을 지르고 물건을 훔치는데, 포도청의 군사가 적어 이들을 단속하기 힘들 정도였다. 따라서 임시로 각 마을의 거주자로 하여금 야경을 돌며 불을 끄게 하였다. 
광해군의 계승을 탐탁치 않아 하고 저지하고자 했던 소북 세력, 선조의 정비인 인목왕후와 그 소생의 '적자'로써 '광해군의 지위를 가장 위협하는 존재였던 영창대군도 생존해 있는 불안한 상황에서 광해군은 자신의 왕권을 구축하기 위해 역옥 사건을 통한 공안 정국을 조성하여 이를 주도적으로 활용하였다. 그는 임해군 역모 사건을 기점으로 4년(1612년)의 김직재의 옥(봉산옥사), 5년(1613년)의 칠서의 옥(계축옥사) 등을 거치면서 계엄 정국을 조성하였고, 이를 계기로 정치적 주도권을 장악할 수 있었다. 이들 역모 사건의 체포 및 조사를 주도한 것이 포도청이었다(뒷장 정치 범죄 단속 항목 참조하시오). 
계엄 정국하에 포도청은 주로 도성의 기찰과 궁궐 호위에 동원되었다. 그러나 많지 않은 포도청 병력만으로는 도성의 치안을 유지할 수 없었기 때문에 양반 자제와 관원으로 구성된 금군(禁軍)이 궁궐 숙위뿐 아니라 순라 · 형옥(刑獄) · 역가(逆家) · 포도 등에 동원되었다.
한편 광해군 11년(1618년) 그동안 명의 원병 요청을 여러 이유로 미루어 오던 명의 원병 파병 요청에 대해 광해군은 강홍립(姜弘立)을 오도도원수(五道都元帥)로 하는 1만 3천 군사를 파병하였다. 이 파병은 명과 후금(後金) 사이에서 중립을 유지해야 할 필요가 있었던 조선으로써는 양날의 칼이었고, 동시에 광해군 자신이 집권 초반부터 지속적으로 이끌어 왔던 공안 정국을 유지할 치안 공백을 가져온 사건이었다. 이에 광해군은 기존의 포도청에 좌우 각 1명의 대장을 추가하여 총 4명의 포도대장으로 증치하였다. 
재정이 충분하지 않은 상황에서 포도청의 증설은 도성 치안을 위한 불가피한 조치였다. 파병으로 인한 병력분산을 효율적 병력배치로 재편함으로써 도성의 치안과 안보를 강화하고자 하였던 것이다. 이와 함께 광해군은 한산무사 가운데 무신 겸 선전관 30인을 더 차출하고, 궁궐(창덕궁·창경궁)의 증축을 위해 위장과 궐문 별장을 신설하는 등 도성과 궁궐의 숙위에 만전을 기하였다. 그러나 광해군은 파병의 비용 부담뿐 아니라 도성 수비병의 증설을 위한 재원을 마련하지 못했다. 따라서 신설 포도청과 군관들의 녹봉은 부족분의 세액을 백성에게 부과하거나, 양전 세입으로 충당하거나, 위장·선전관·부장은 하절기 녹봉만 지급하고 한편으로는 훈련도감 제조와 대장 이하, 그리고 좌·우 포도대장 이하에게 선온(宣醞)하여 위무하였다.
광해군 10년(1618년) 오랑캐가 쳐들어온다는 유언비어에 도성의 백성 대부분이 피난을 떠나기 시작했고, 11년(1619년)에는 방화로 추정되는 대화재로 성내의 천여 호가 불에 타는 등 치안이 극도로 불안해졌다. 이러한 상황에서 광해군은 포도대장 한 사람씩을 번갈아 내보내 도성 안의 기찰(譏察)과 포적(捕賊)을 순검하게 하는 등 업무와 역할을 직접 관리하였으며, 대장이 나간 편은 종사관이 군관(軍官)과 부장(部將)과 군사들을 이끌고 궐문 밖을 대신 지키면서 기찰과 순복을 검칙하도록 하였고,대장이 교대할 때에는 호위대장 한 사람이 포도대장의 직수처(直守處)에 와서 직접 얼굴을 대면하고 교대하도록 하였다. 순검대장이 순검을 나가 부재중일 경우에도 종사관이 대신 기찰과 순복을 검칙토록 하여 대장의 공백으로 인한 지휘 체계의 공백을 보완하였다. 대장이 교대할 때도 호위대장 한 사람이 포도대장 직수처에 와서 직접 얼굴을 확인하고 교대하게 하는 등 포도대장 운영 체계를 구체적이고 실질적인 방안으로 구축하였다.
광해군 12년(1620년) 조정에서는 증설된 포도대장에 대한 폐지론이 대두되었다. 포도청 증설 원인을 신료들은 허균의 역옥사건을 계기로 이루어졌다고 보았는 반면, 광해군은 조선군 파병을 계기로 설치했다고 반론하였다. 신료들의 가설 포도청의 폐지에 대한 주장의 근거는 1. 역옥으로 인해 임시로 만든 포도청을 역옥이 끝났기 때문에 폐지해야 한다는 것, 2. 포도청의 기구가 비대해져 재정부담이 많다는 것, 3. 포도청 관원이 민가를 침해하고 사적인 감정을 품고서 폐단을 일으킨다는 것이었다. 승정원은 이러한 이유로 원래 정한 좌·우 포도청을 제외하고는 폐지할 것을 간청하였다. 그러나 이에 대해 광해군은 역모의 변고 때문에 포도청을 증설한 것이 아니라, 서북 지방에 근심거리가 많은 데서 원인을 찾았다. 또한 포도청의 증설은 만약 사변이 있게 되면 서울을 수비하고 궁궐을 보호하기 위한 계책일 뿐임을 강조하였다. 그러나 광해군은 포도청 증설의 목적을 자세히 기억할 수 없다며 논의의 핵심을 피한 후에 변경(邊境)의 일을 살핀 뒤에 혁파를 논의하도록 전교하며 사실상 폐지 요청을 거절했다. 
광해군대 포도청은 정치적 역할의 증대와 조직의 확대를 계기로 새로운 권력기구로 주목받게 되었다. 포도청의 기능이 '치도'(治盜)라는 본연의 역할 이외에도 다양한 권력창출 도구로 전용될 가능성을 발견하게 된 것이다. 마침내 포도청은 상부에서부터 하층민을 통제하는 수단인 동시에 지배계층간의 권력 획득을 위한 물리적 도구로 부각되었다.

### 조선의 종교 박해와 포도청

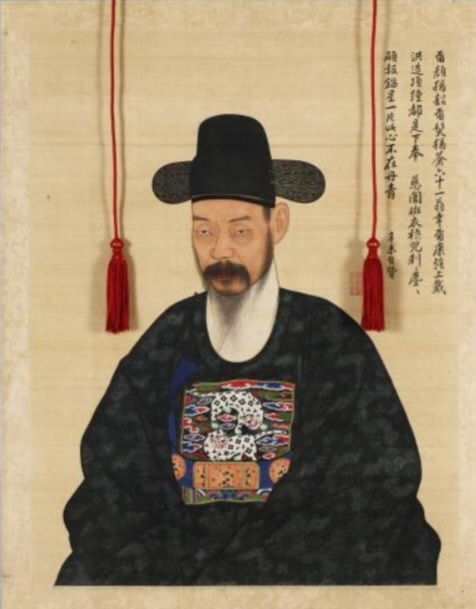
병인박해(1866년) 당시 좌포도대장이었던 이경하. 낙동(駱洞)에 소재한 자택에서 천주교인을 심문하였기에 사람들 사이에서 '낙동의 염라대왕'(駱洞閻羅)이라 불리며 공포의 대상이었다.

조선 후기 서학(西學, 천주교)의 전래와 함께 국내에서 신자들이 늘어나고, 천주교의 교리가 기존 유교에 기반한 조선 사회의 도덕, 윤리관과 충돌하면서 논란이 야기되었고(진산 사건), 조선 조정은 천주교 신자들에 대한 대대적인 탄압을 가했다. 지방에서 체포되어 서울로 압송된 천주교 신자들은 좌·우 포도청에서 심문을 받은 뒤 사안의 경중에 따라 상급기관인 형조나 의금부로 이송되었다. 문헌에는 1830년대부터 1880년대까지 천주교에 연루되어 체포된 500여 명의 심문 기록이 실려있다.
아울러 조선 말기 동학(東學, 천도교)이 등장하면서 이들 역시 천주교와 마찬가지로 기존 조선 사회의 도덕, 윤리관을 흔들고 백성을 혹하게 하는 사교(邪敎)로 몰려 탄압을 받게 되는데, 이들이 탐관오리에 대한 반발로 시작하여 이후 척왜양이의 기치를 들며 이어진 봉기가 조선 조정에 의해 진압되면서 또한 탄압을 받게 된다. 동학농민혁명에 가담했던 당시 동학교도들이 포도청에 체포되어 심문을 받았고, 동학의 2대 교주 최시형이 1898년 6월 2일 오후 5시경 좌포도청이 있었던 자리인 고등재판소 감옥서에서 순교(교형으로 처형)했다. '유교의 가르침에 어긋나는 주장으로 세상을 어지럽혔다'는 이른바 좌도난정(左道亂正)이 최시형의 죄목이었다. 다만 최시형이 체포, 순교되기 전인 고종 31년(1894년) 좌우포도청이 경무청으로 통폐합되어 포도청의 이름은 사라졌으므로 엄밀하게 말해 포도청에서 순교했다는 말은 맞지 않고, 최시형은 체포 뒤 서울로 압송되어 광화문 경무청에 수감되어 열흘 동안 취조를 받고 서소문 감옥으로 옮겨져 평리원(平理院)으로 재판을 받으러 다녔으며, 사형 선고를 받은 뒤에 서소문 감옥에서 고등재판소 감옥서(옛 좌포도청 자리)로 옮겨져 바로 그곳에서 사형이 집행되었다.

## 주요 업무 및 수행

### 포도금란
포도청의 주요 업무는 포도금란(捕盜禁亂), 즉 도둑을 수색, 체포하고(포도) 법을 어기거나 사회를 혼란스럽게 하지 못하도록 법적으로 금지(금란)하는 것이었다.

### 정치 범죄 단속
선조는 세자 책봉 문제를 거론하는 신하들을 배척하면서 세자 책봉을 미루었다. 그러나 임진왜란으로 파천(播遷)이 불가피한 상황에서 부득이 분조(分朝)를 선택할 수밖에 없었고, 선조는 광해군을 세자에 책봉하고 피난길에 올랐다. 순탄치 않은 세자 책봉 과정을 겪고도 광해군은 왜란기 분조를 성공적으로 수행하고 세자직과 의병 활동으로 명망을 얻었다. 그러나 적자(嫡子)인 영창대군(永昌大君)이 존재하는 상황에서 세자라고는 해도 서자인 광해군의 지위는 여전히 불안정했고, 선조의 병세가 악화됨에 따라 대리청정을 위임받은 광해군은 선조가 승하하고 마침내 세자 책봉 20여년 만에 즉위할 수 있었다. 
포도청의 역모용의자 체포는 위압과 폭력을 수반하였다. 공초 과정에서 죄인이 언급한 자들은 일단 포도청에 체포되어 조사를 받았고, 공초 내용과 직접적인 관련이 없는 자일지라도 조금이라도 유사한 점이 발견되면 잡아들였다. 포도청은 무단적인 폭력을 동원하여 공초에 발고된 자들뿐 아니라 무고한 사람까지 잡아 들였다. 군사 동원권과 포도권에 대한 국왕의 자의적 발동권에 대한 견제가 조선 시대 기본적인 원칙으로 적어도 광해군 초반에도 크게 다르지 않았던 것으로 생각되지만, 광해군 집권 이후 포도권의 중요성이 부각되었고, 결국 정국 운영을 주도했던 광해군이 포도권을 장악하였다. 
광해군 전반 임해군과 김직재 역옥 사건을 계기로 정국은 계엄에 들어갔고, 이러한 상황에서 포도청의 활동은 단순한 민생 치도기구에서 정치범에 대한 단속기구로 급격히 전환되었다. 그리고 그러한 계엄 정국 아래 광해군은 포도청을 정적을 제거하는 사적인 기구로 전용하였던 것이다. 
계축옥사의 경우 노론과 일부 소북세력이 주도하고 수사 과정에서 포도대장이 개입하여 역옥 사건으로 비화했던 것으로 여겨지고 있다. 특히 포도대장 한희길이 개입한 구체적인 사실은 밝힐 수 없지만, 정황상 박응서의 고변을 직·간접적으로 유도했을 가능성은 충분하다. 즉 포도청의 조사 후 사건이 형조나 의금부로 이관되지 않고 포도청에 계류되면서 특별조사하도록 한 점에서 개입 가능성을 찾을 수 있다. 
또한 광해군기에 전시기에 비해 역옥 사건에 포도청을 적극적으로 활용하고 있다는 점이 지적되고 있다. 포도청의 역옥사건에 대한 활동이 증가하면서 수사는 남형(濫刑)이 빈번해지고 더욱 폭력적으로 변화하였다. 이는 포도청이 '법의 적용과 실행'이라는 공권력으로서 선의의 기능을 상실하고, 국왕 주도의 사적인 수단으로 활용된 것이라 할 수 있다. 또한 이때 임해군의 살해를 주도했던 이정표가 한희길과 함께 포도대장으로 활동하고 있었다는 사실을 볼 때, 포도대장이 정치 주도 세력의 사적 권력으로 전용되었음을 파악할 수 있다. 광해군은 좌우 포도대장과 형조판서, 훈련대장, 수어대장 등 역옥 사건의 처리와 자신의 호위에 관련된 담당자와 장수들에게 밀지(비밀 명령) 형식으로 지시를 내리곤 하였는데, 이는 광해군이 포도청을 국왕 개인의 사적 조직으로 활용했을 가능성을 보여 주는 증거이다. 
이렇게 포도청이 계축옥사 등 정치적 역옥 사건과 궁궐 숙위에 집중적으로 동원됨에 따라 일반 치안에는 상대적으로 소홀하였다. 역옥사건으로 온 도성이 경직된 상황에서 "남방에 왜구가 들이닥쳤고 남산에 봉수가 올랐다"는 유언비어까지 나돌아 짐을 싸들고 성을 빠져 나가려는 백성들이 속출하여 한성 5부에 명하여 '설황전와자'(說謊傳訛者) 즉 거짓 소문을 퍼뜨리는 자는 경중자(驚衆者)와 무민자(誣民者)로 간주하여 군법(軍法) · 율문(律文)에 의거하여 각 참형(斬刑)과 주살(誅殺)로 단죄할 것을 유시하였다. 유언비어로 백성의 동요는 도성의 안위를 위해서도 우선적으로 저지해야 할 중대 사안이었다. 
역모 사건으로 도성이 혼란한 시국에 무뢰배들의 난동은 치안 불안을 더욱 가중시켰다. 도성에서 칼로 사람을 살해하는 사건이 빈번하게 일어나고, 서울 근교에서도 도적이 횡행하였다. 심지어 친국이 이루어지는 과정에서 민가에 검은 복장 차림의 강도 30여 명이 몽둥이를 들고서 금부도사(禁府都事)와 포도군관(捕盜軍官)이라 사칭하여 사람들을 죽이고 집에 불을 지르는 등, 도성 안팎으로 치안 불안은 가중되었다. 도성 치안의 불안은 포도청이 역옥사건에 적극적으로 동원되어 일반 치안 활동에 소홀한 결과라고 할 수 있다.
광해군 4년(1612) 윤11월 신종형 등의 무뢰배들이 몽둥이를 갖고 인가에 들어가 난동을 부리다 우변포도청에 체포되기도 하였다. 광해군은 포도청에게 기찰을 독려하는 한편 신료들에게 치안 방책을 강구토록 하였다. 결국 도성의 치안유지를 위해 역모사건의 주범이 체포될 때까지 훈련도감과 포도대장에게 별장을 정하여 기찰을 강화하였으며, 급기야 포도청에게 궁가(宮家)와 양반가(兩班家)를 수색할 수 있는 권한을 주어 기찰권을 강화하였다.

### 순작
포도청의 주요 업무 가운데는 순작(巡綽)이라고 불렸던 야순(夜巡) 즉 야간 순찰도 있었다. 

## 위치

### 좌변포도청

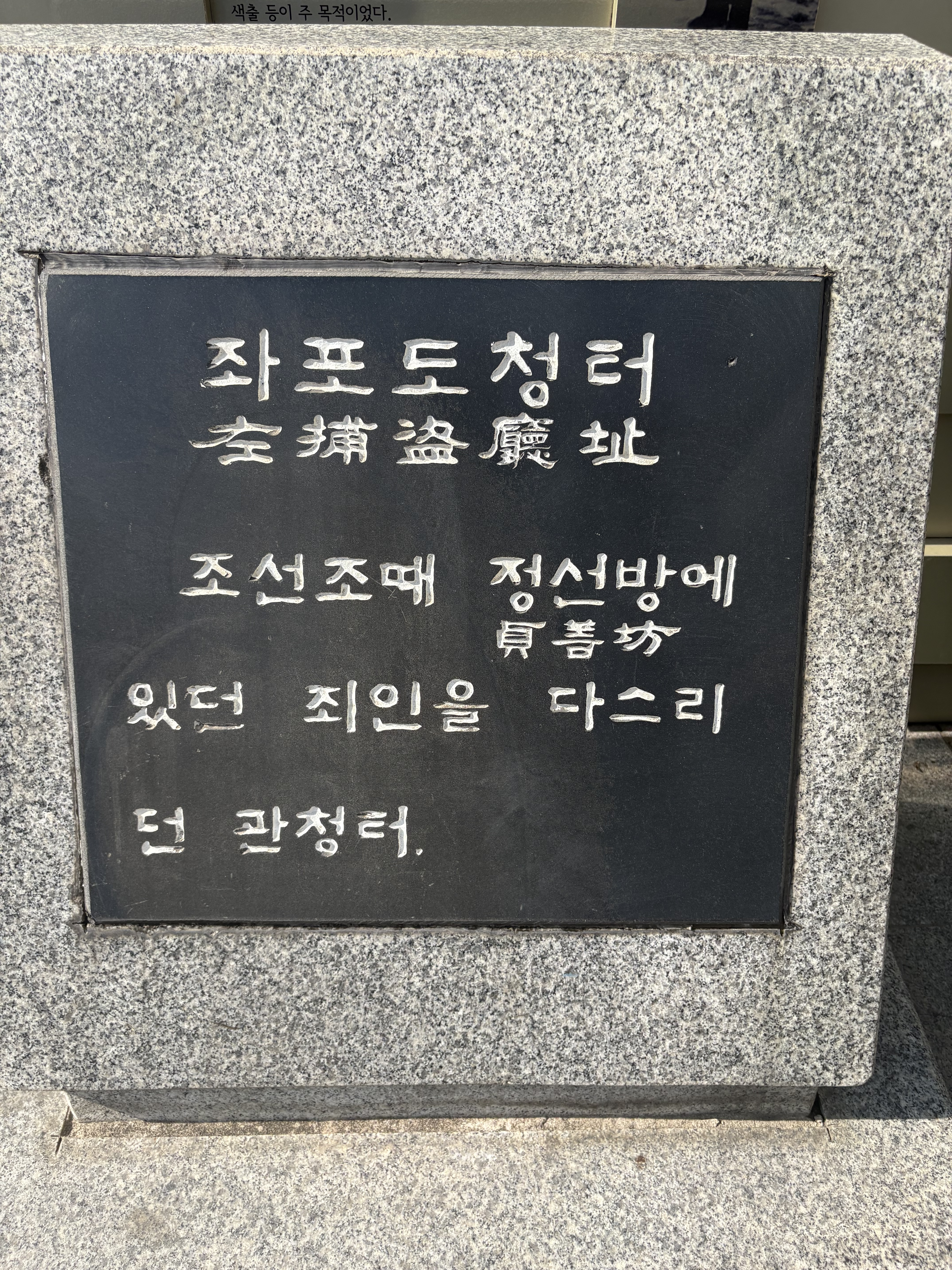
조선 시대 좌포도청이 있던 자리에 세워진 안내표지석

좌변포도청(左邊捕盜廳)은 좌포청(左捕廳) 또는 좌포도청(左捕盜廳)이라고도 불리며, 한성부 중부 정선방(貞善坊) 파자교(把子橋) 동북쪽에 위치하였다. 관할하는 지역은 한성부의 동부(東部), 남부(南部), 중부(中部) 및 경기좌도(京畿左道)에 해당하였으며, 청사 위치는 서울특별시 종로구 수은동(授恩洞) 단성사 부지 일부와 종로3가 치안센터 부지에 해당한다.
좌변포도청에서 관할, 주관하였던 치안 업무에 대해 정리한 기록이 《좌포청등록》이다. 현존하는 것은 전18책으로 조선 후기에서 말기까지의 사건을 중심으로 하며, 《좌포청등록》에 기록된 사건으로 연대가 가장 오래된 것은 영조 51년(1775년)이다.

### 우변포도청

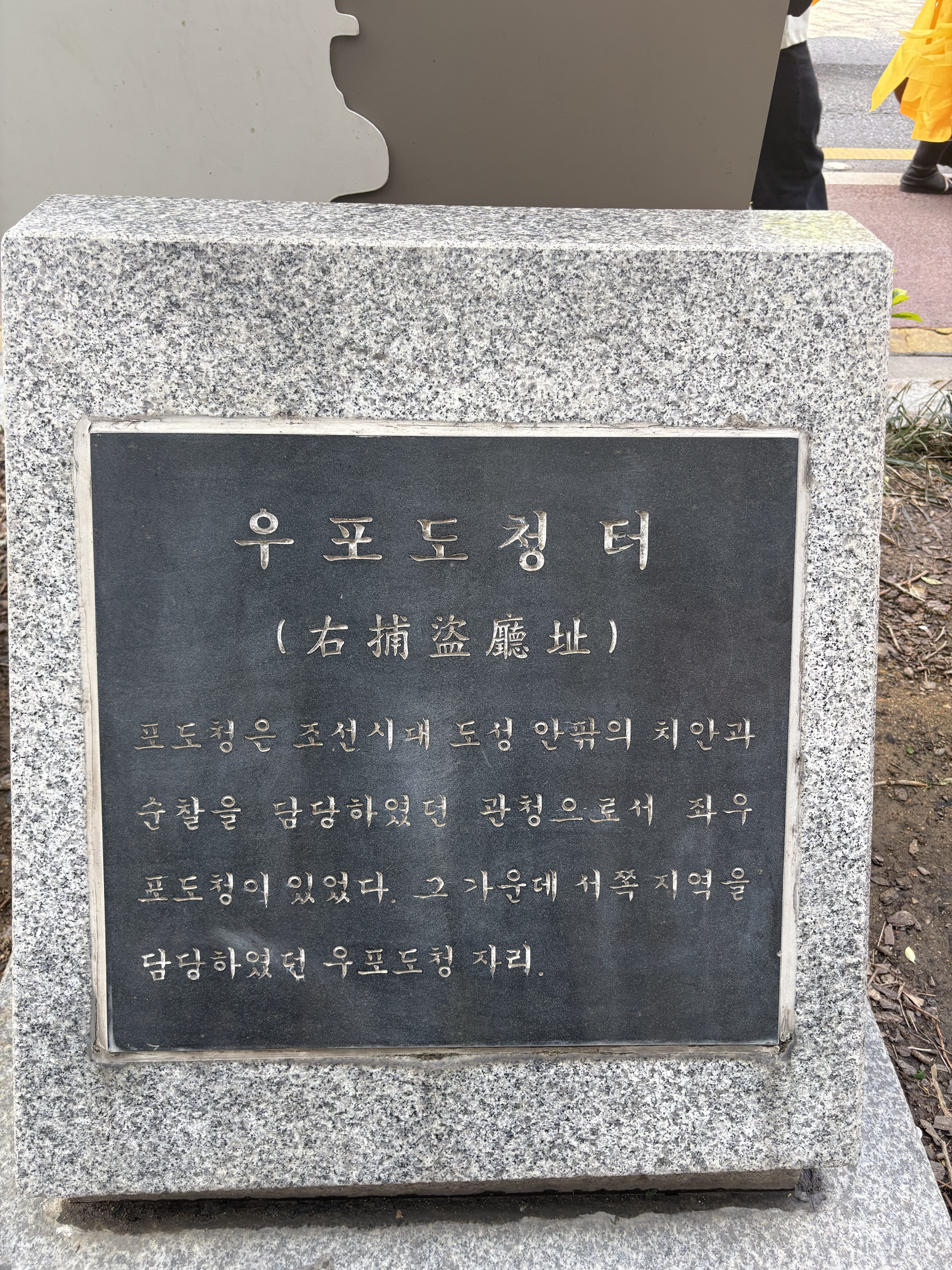
조선 시대 우포도청이 있던 부지에 세워진 안내표지석

우변포도청(右邊捕盜廳)은 우포도청(右捕盜廳) 또는 우포청(右捕廳)이라고도 불리며, 한성부 서부 서린방(瑞麟坊) 혜정교(惠政橋) 서남쪽에 위치하였다. 관할 지역은 수도 한성부의 서부(西部)와 북부(北部) 및 경기우도(京畿右道)였으며, 청사 위치는 서울특별시 종로구 종로1가 광화문우체국 자리에 해당한다.
우변포도청에서 관할, 주관하였던 치안 업무에 대해 정리한 기록이 《우포청등록》이다. 현존하는 것은 전30책으로 조선 후기에서 말기까지의 사건을 중심으로 하며, 《우포청등록》에 기록된 사건으로 연대가 가장 오래된 것은 순조 7년(1807년)이다.

## 직제
《속대전》에 따른 좌우 포도청의 직제는 다음과 같다.
- 포도대장(捕盜大將) - 정원은 1명으로 품계는 종2품이다.
- 포도종사관(捕盜從事官) - 정원은 3명으로 품계는 종6품이다.
- 포도군관(捕盜軍官) - 정원은 42명으로 현장 수사나 순라(순찰)를 맡았다.
  - 종6품 포도부장(捕盜部將) - 정원은 4명으로 포두(捕頭), 삼부리라고도 하였다.
    - 기찰군관(譏察軍官) - 기찰포교, 기교(譏校)라고도 한다.

  - 무료부장(無料部將) - 무료군관, 포교(捕校)라고도 한다. 품계는 없었다. 정원은 26명이었다.
  - 가설부장(加設部將) - 정원 외에 더 둔 부장으로 가설군관 또는 겸록부장(兼祿部長)이라고도 한다. 포도청에는 원래 군관으로서 유록부장(有祿部將) 4인, 무록부장(無祿部將) 26인이 있었는데, 숙종 29년(1703년)에 금군(禁軍) 소속의 군관 가운데서 삼강(三江)[주 3]·성외(城外) 출신 12명을 이에 특채하여 강도들을 색출, 체포하게 하였고, 이들이 포도청의 유록부장을 겸하게 되어 겸록부장이라 칭하게 되었다.
- 서원(書員) - 사무 기록을 담당한 서기들로 중인 계층에서 발탁되었다. 정원은 4명이었다.
- 사령(使令) - 정원은 2명이었다.
- 포도군사(捕盜軍士) - 일명 포졸(捕卒)이다.

좌 ·우 포도청에서는 각기 8패(牌)로 나누고 패장(牌將) 8명, 군사 64명을 동원해 담당구역을 순찰하였다.

## 대중문화에 등장하는 포도청
조선 시대를 배경으로 다룬 작품에서는 포도청이 거의 한번씩은 등장하며, 그 역할도 현대를 배경으로 하는 작품에서 경찰이 맡는 역할을 포도청이 거의 대신하고 있다고 봐도 좋다.
본 항목에서는 극중 포도청이 주인공 내지 그에 준하는 비중으로 등장하는 경우만을 다루었다.
소설
- 이상우 '포도대장의 애첩' - 2016년에 도서출판 청어람에서 출판된 추리소설집 《마릴린 먼로의 입술 : 2016 올해의 추리소설》에 실렸다.
- 정명섭 《조선의 형사들 사라진 기와》(몽실북스, 2021년)

웹소설
- 이혜경 《포도청 25시》(리디북스, 2013년)
- 임지영(디카페) 《포도청 김 부장의 은밀한 정인》(카카오페이지·네이버 시리즈, 2019년)

만화/웹툰
- 이두호 《뛰어야 벼룩이지》(1988년, 전5권)
  - 《장독대》(1991년) - 이두호의 만화를 원작으로 하는 애니메이션이다.
- 방학기 《다모》(1995년) - 2003년 MBC에서 방영된 하지원 주연의 동명의 드라마의 원작이다.
- 마사토끼 작 김윤경 그림 《흉기의 발명》(네이트웹툰, 2011년)

드라마
- 포도대장(1981~1983, KBS)
- 다모(2003년, MBC)
- 일지매(2008년, SBS)
- 돌아온 일지매(2009년, MBC)

영화
- 형사 Duelist(2005년)

### 내용주
1. ↑  일명 토포청(討捕廳)이다.
2. ↑  낙산(駱山) 자락에 소재하며 '낙타골' 또는 '타락골'이라고도 불렸던, 현대의 서울 중구 회현동 · 충무로1가 · 명동 일대이다.
3. ↑  수도 한양 외곽의 한강(漢江)과 그 지류인 용산강(龍山江)·서강(西江)을 아울러서 부르는 말이다. 삼강은 한양을 중심으로 이루어지던 수운 물류의 중심선에 속하였으며, 서울의 한강 유역에 인접한 행정구역으로 용산구와 마포구, 서대문구까지 아우르는 지역에 해당한다.